# Antonino Jastin García López
Antonino Jastin García López (Lérida, 15 de enero de 2004), más conocido como Jastin García, es un futbolista español con nacionalidad portuguesa que juega de delantero en el Girona F. C. de la primera división de España.

## Trayectoria
Jastin nació en Lérida de padre caboverdiano y portugués y madre española, y tiene doble ciudadanía española y portuguesa. Su carrera deportiva comenzó jugando en el Fif lleida, para después irse al Lleida esportiu  en el que estuvo hasta 2019, cuando ingresó en las categorías inferiores del Girona F. C. para jugar en el cadete "A".
En la temporada 2023-24, tras acabar su etapa juvenil, se incorpora al Girona F. C. "B", renovando su contrato hasta 2027.
El 9 de marzo de 2024, hace su debut con el primer equipo del Girona F. C. en la primera división de España, en un encuentro frente al CA Osasuna.
Durante la temporada 2023-24, disfrutaría de minutos con el primer equipo en otros dos encuentros más en la primera división de España, frente al Getafe CF y Valencia CF, respectivamente.

### Internacional
En marzo de 2024, Jastin fue convocado para la selección de fútbol sub-20 de Portugal para dos amistosos contra la República Checa y Dinamarca.

## Clubes
| Club               | País   | Año       |
| ------------------ | ------ | --------- |
| Girona F. C. "B"   | España | 2023-act. |
| Girona Fútbol Club | España | 2024-act. |